# Vibraslap
Das Vibraslap ist ein Perkussionsinstrument aus der Gruppe der mittelbar geschlagenen Idiophone, das meist in der lateinamerikanischen Musik verwendet wird.

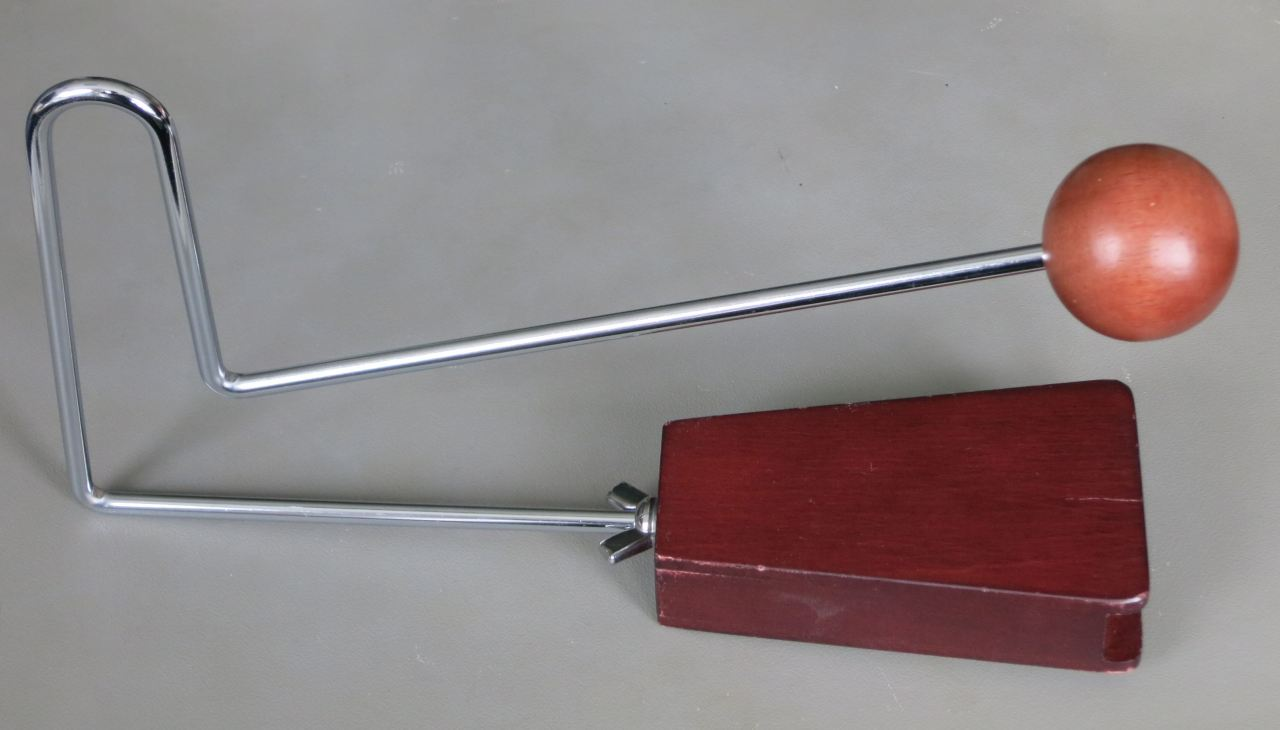
Vibraslap

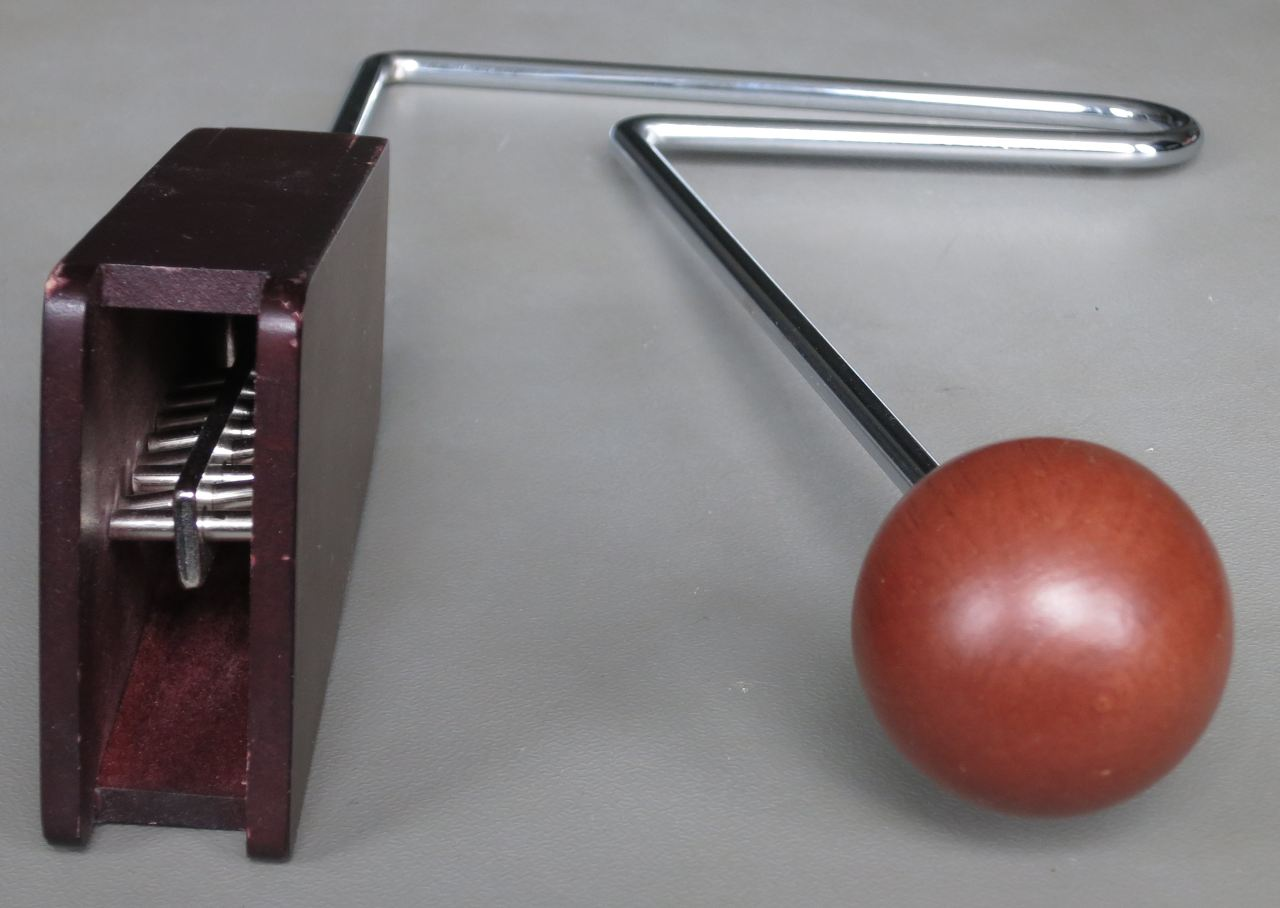
Vibraslap mit Metallstiften im Resonator

Das Vibraslap (aus vibra-, „Vibration“, und Englisch slap, „schlagen“) besteht aus einem U-förmig gebogenen Stück Federstahl als Griff, an dessen einem Ende sich ein Holzkästchen mit losen Metallstiften befindet. Am anderen Ende ist eine Holzkugel angebracht. Zum Spielen hält man das Instrument am Griff und schlägt mit der freien Hand auf die Kugel. Alternativ kann das Instrument kopfüber gehalten werden, um die Kugel auf einen anderen Körperteil zu schlagen, z. B. den Oberschenkel oder die freie Hand. Dadurch vibrieren die losen Stifte im Holzresonator und erzeugen ein anhaltendes, schnarrendes Geräusch. Die Stahlfeder dient dabei dazu, das Instrument länger in Schwingung zu halten.
Das Vibraslap ist die moderne Variante der Quijada. Diese besteht aus dem Unterkiefer eines Esels, in dem statt Metallstiften die losen Zähne klappern. Deshalb ist er auch unter dem Namen „Eselsmaul“ bekannt.
Das Vibraslap ist häufig in der kubanischen und anderer lateinamerikanischen Musik zu hören. Außerdem dient es häufig in der Filmmusik als Spannung oder Angst ausdrückendes Effektinstrument. In der Popmusik findet es ebenfalls als Effektinstrument Verwendung, gut zu hören in Blau blüht der Enzian von Heino, Short Skirt/Long Jacket von Cake oder Crazy Train von Ozzy Osbourne.